# جيفرسون وود
جيفرسون وود (بالإنجليزية: Jefferson Wood)‏ هو مصمم جرافيك وفنان أمريكي، ولد في 6 يوليو 1973 في سان بيرناردينو في الولايات المتحدة.

## وصلات خارجية
- جيفرسون وود على موقع ميوزك برينز (الإنجليزية)